# Richard Kelly (Regisseur)

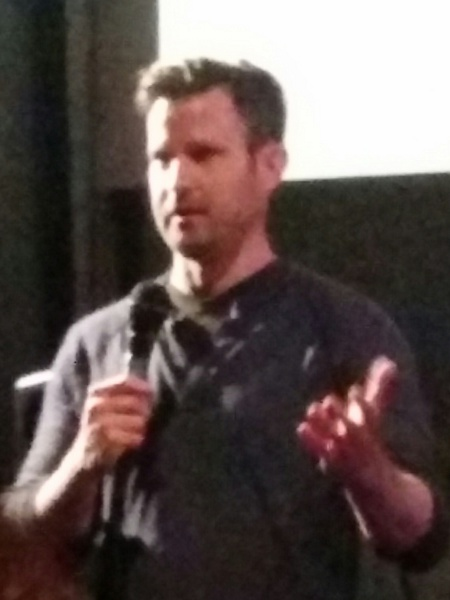
Richard Kelly

James Richard Kelly (* 28. März 1975 in Newport News, Virginia) ist ein US-amerikanischer Regisseur, Drehbuchautor und Produzent.

## Leben
Richard Kelly ist Absolvent der School of Cinema Arts der University of Southern California.
Kelly hatte 2001 mit seinem ersten größeren Film Donnie Darko, der zum Kultfilm avancierte, bereits  einen ersten großen Erfolg. Sein zweiter Film Southland Tales, in dem unter anderem Sarah Michelle Gellar, Seann William Scott und Kevin Smith zu sehen sind, lief im Wettbewerb der Filmfestspiele von Cannes im Jahr 2006. In der Regiearbeit von 2009, dem Film The Box – Du bist das Experiment, übernahmen Cameron Diaz und James Marsden die Hauptrollen.
Bei seinen Filmen schrieb Kelly auch jeweils die Drehbücher. 2009 und 2010 war er darüber hinausgehend als Produzent tätig, zunächst war er an I Hope They Serve Beer in Hell, dann an Operation: Endgame beteiligt.

## Filmografie
- 1996: The Goodbye Place (Kurzfilm)
- 1997: Visceral Matter (Kurzfilm)
- 2001: Donnie Darko (Regie)
- 2005: Domino (Drehbuch)
- 2006: Southland Tales (Regie)
- 2009: World’s Greatest Dad (Produzent)
- 2009: The Box – Du bist das Experiment (Regie)
- 2010: Operation: Endgame (Produzent)